# Austrochilidae
Austrochilidae é uma pequena família de aranhas com distribuição natural restrita ao hemisfério sul. A família inclui 3 géneros com 9 espécies.

## Descrição
Os géneros Austrochilus e Thaida são endémicos nas florestas andinas do centro e sul do Chile e áreas adjacentes da Argentina. O géneros Hickmaniinae é endémico na Tasmânia.

## Espécies
Seguindo a categorização em subfamílias de Joel Hallan, são as seguintes as espécies integradas na família Austrochilidae:
- Austrochilinae Zapfe, 1955
  - Austrochilus Gertsch & Zapfe, 1955

- Austrochilus forsteri Grismado, Lopardo & Platnick, 2003 — Chile
- Austrochilus franckei Platnick, 1987 — Chile, Argentina
- Austrochilus manni Gertsch & Zapfe, 1955 — Chile
- Austrochilus melon Platnick, 1987 — Chile
- Austrochilus newtoni Platnick, 1987 — Chile
- Austrochilus schlingeri Platnick, 1987 — Chile

- Thaida Karsch, 1880

- Thaida chepu Platnick, 1987 — Chile
- Thaida peculiaris Karsch, 1880 — Chile, Argentina

- Hickmaniinae 1967 (inicialmente considerado como sendo a família monotípica Hickmaniidae)
  - Hickmania Gertsch, 1958

- Hickmania troglodytes (Higgins & Petterd, 1883) — Tasmânia